# Synagoga v Bílsku
Synagoga v Bílsku sloužila věřícím města Bílsko (dnes součást Bílska-Bělé) mezi lety 1881 a 1939. Nacházela se v centru, na historickém Dolném Předměstí, v dnešní ulici 3. května.
Synagoga byla postavena v letech 1879–1881 podle návrhu Ludwiga Schöne a Karla Korna v pseudomurském slohu s novorománskýmí prvky. Měla atiku, početné fiály s kupolemi, novorománská okna a dvě osmiboké věže z helmovými střechami. Téměř identická stavba vznikla o rok později v uherském Szombathely. V těsném sousedství se nacházelo sídlo židovské obce (dnes okresní soud) a židovský kulturní dům (dnes loutkové divadlo Banialuka).
Během nacistické okupace, 13. září 1939, byla synagoga vypálena a pozůstátky pak rozebrány. V 60. letech 20. století na jejím místě vznikl modernistický Pavilon výtvarníků, ve kterém sídlí Bílská galerie BWA. Roku 1991 byla na jeho západní zdi umístěna pamětní deska.